# Мартинович Олександр Володимирович
Олександр Володимирович Мартинович (біл. Аляксандар Уладзіміравіч Мартыновіч, рос. Александр Владимирович Мартынович, нар. 26 серпня 1987, Мінськ) — білоруський футболіст, захисник клубу «Краснодар» та національної збірної Білорусі.

## Клубна кар'єра
Вихованець Білоруського республіканського державного училища Олімпійського резерву. Кар'єру розпочав у неповні 16 років у клубі третього за силою білоруського дивізіону «РУОР-Динамо» (Мінськ), що представляє спортивну школу при білоруському клубі. Перший тренер — С. С. Пармонов.
У вищоліговому футболі дебютував 2006 року виступами за «Динамо» (Мінськ), в якому провів чотири сезони, взявши участь у 90 матчах чемпіонату. Більшість часу, проведеного у складі мінського «Динамо», був основним гравцем захисту команди.
До складу клубу «Краснодар» приєднався 15 липня 2010 року. На початку 2013 року став капітаном команди. Наразі встиг відіграти за краснодарську команду 56 матчів в національному чемпіонаті.

## Виступи за збірні
2004 року дебютував у складі юнацької збірної Білорусі (U-17), всього ж взяв участь у 9 іграх на юнацькому рівні.
Протягом 2006–2009 років залучався до складу молодіжної збірної Білорусі, у складі якої був учасником молодіжного Євро-2009. Всього на молодіжному рівні зіграв у 19 офіційних матчах.
18 листопада 2009 року дебютував в офіційних матчах у складі національної збірної Білорусі в товариській грі зі збірною Чорногорії (0:1). Наразі провів у формі головної команди країни 75 матчів, забивши 2 голи.

## Досягнення
- Срібний призер чемпіонату Білорусі (2) : 2008, 2009
- Бронзовий призер чемпіонату Росії (3) : 2014/15, 2018/19, 2019/20
- Фіналіст Кубка Росії (1) : 2013/14
- Чемпіон Казахстану (1): 2024
- Володар Суперкубку Казахстану (1): 2025

## Особисте життя
20 червня 2011 року отримав російське громадянство. Дружина — Зінаїда Луніна, білоруська гімнастка, олімпійська бронзова медалістка 2008 року в Пекіні.